# ريتشارد ليبرتي
ريتشارد ليبرتي (بالإنجليزية: Richard Liberty)‏ هو ممثل أمريكي، ولد في 3 مارس 1932 بنيويورك في الولايات المتحدة، وتوفي في 2 أكتوبر 2000 في الولايات المتحدة بسبب نوبة قلبية.

## أعمال

### أفلام
- (1973) المجانين

## وصلات خارجية
- ريتشارد ليبرتي على موقع IMDb (الإنجليزية)
- ريتشارد ليبرتي على موقع روتن توميتوز (الإنجليزية)
- ريتشارد ليبرتي على موقع قاعدة بيانات الفيلم (الإنجليزية)